# Boys' Ranch
Boys' Ranch è un fumetto statunitense del genere western pubblicato dall'ottobre del 1950 al agosto del 1951 dalla Harvey Comics e creato da Joe Simon e Jack Kirby.

## Trama
Tre ragazzi, Dandy, Wabash e Angel, gestiscono un ranch ricevuto in eredità sotto la supervisione di un adulto, Duncan. I comprimari sono Palomino Sue, Wee Willie Weehawken, cittadini di Four Massacres, e vari nativi americani, tra cui una versione fittizia del capo indiano Geronimo.